# Dedicated To Peter Kürten
Dedicated To Peter Kürten, eller hela namnet, Dedicated to Peter Kürten Sadist and Mass Slayer, är ett musikalbum med Whitehouse, utgivet 1981 genom Come Organisation (senare åter släppt av Susan Lawly). Omslaget till detta album visar seriemördaren Peter Kürten, som även fått en instrumental låt på albumet tillägnad sig.

## Låtlista
1. Ripper Territory (2:24)
2. Pro-sexist (2:03)
3. On Top (new version) (2:05)
4. Pissfun (2:00)
5. Rapeday (2:07)
6. The Second Coming (new version) (1:57)
7. Her Entry (new version) (3:04)
8. CNA (2:55)
9. dom (3:00)
10. Dedicated To Peter Kürten (3:06)